# پطرس غالی
پطرس پطرس غالی (به عربی: بطرس بطرس غالی) (زاده ۱۴ نوامبر ۱۹۲۲ – درگذشته ۱۶ فوریه ۲۰۱۶) دیپلمات مصری و ششمین دبیرکل سازمان ملل متحد از سال ۱۹۹۲ تا ۱۹۹۷ بود.

## زندگی
پطرس از خانواده‌ای قبطی بود. پدربزرگ او پطرس پاشا غالی از ۱۹۰۸ تا ۱۹۱۰ نخست‌وزیر مصر بود. وی حقوقدان و نویسنده فعال در زمینه امور بین‌المللی بود. او دکترای خود را در حقوق بین‌الملل در سال ۱۹۴۹ از دانشگاه پاریس دریافت کرد و فاصله سال‌های ۱۹۴۹ تا ۱۹۷۷ استاد رشته حقوق بین‌الملل در دانشگاه قاهره بوده‌است.

## مناصب
پطرس غالی در سال ۱۹۸۷ به عنوان نماینده در پارلمان مصر انتخاب شد. او قبل از اینکه بسمت دبیرکلی سازمان ملل انتخاب شود معاونت سوسیالیسم بین‌المللی را نیز بر عهده داشت.
پس از او کوفی عنان به مقام دبیر کلی رسید.

## فعالیت‌ها
عضویت در مؤسسه حقوق بین‌الملل
عضویت در مؤسسه بین‌المللی حقوق‌بشر
عضویت در جامعه آفریقائی مطالعات سیاسی
شرکت در نشست کنفرانس کمپ دیوید در سال۱۹۷۸
رئیس هیئت اعزامی مصر به جلسات مجمع عمومی در سال‌های ۱۹۷۹، ۱۹۸۲ و۱۹۹۰

## درگذشت
پطرس غالی در تاریخ ۱۶ فوریه ۲۰۱۶ (۲۷ بهمن ۱۳۹۴) در ۹۳ سالگی در شهر قاهره درگذشت.